# You Are the Quarry
You Are the Quarry es el séptimo álbum de estudio de Morrissey. Fue lanzado el 18 de mayo de 2004 por Attack Records.

## Recepción

### Crítica
El álbum recibió críticas mayormente positivas. La revista Pitchfork consideró que se trataba del "álbum más entretenido y exuberante de la carrera solista de Morrissey". En The AV Club, el crítico Josh Modell consideró que el álbum era mejor que el anterior, y que demuestra el sentido del humor de Morrissey y su capacidad como letrista.
Stephen Erlewine, de Allmusic afirmó que “es un muy buen disco de Morrissey, que está a la altura de su legado pero sin expandirlo”, aún con la presencia del productor neo punk Jerry Finn. En el mismo sentido se expresaron en NME, quienes consideraron que no alcanzaba el nivel de sus producciones anteriores, y en The Guardian, donde el crítico Alexis Petridis opinó que el álbum sonaba pasado de moda.
El sitio Metacritic, que promedia las reseñas, otorgó al álbum una puntuación de 72 sobre 100, considerando 31 críticas.

### Comercial
You Are the Quarry se mantuvo durante 118 semanas en las listas de los más vendidos de 15 países.
En el Reino Unido alcanzó el segundo puesto en su primera semana, siendo superado por el disco debut de Keane. En su Autobiografía, Morrissey cuenta que este hecho se debió a que su disco había sido lanzado un lunes, mientras que el de Keane se había lanzado a la venta el día anterior, dándole una ventaja de un día para contabilizarse en las listas.
El álbum también debutó 11º en los Estados Unidos, lo que implicó el puesto más alto de Morrissey (tanto solista como en su carrera con The Smiths) en la lista de los 200 álbumes más vendidos de Billboard.
| Lista / Empresa                                                | Posición |
| -------------------------------------------------------------- | -------- |
| Suecia Top 60                                                  | 1        |
| Top 75 - The Official UK Charts Company                        | 2        |
| Albums Top 100 - Irish Recorded Music Association              | 3        |
| Albums Top 50 - Media Control Charts                           | 7        |
| Billboard 200                                                  | 11       |
| Ultratop 50                                                    | 14       |
| Albums Top 150 - Syndicat National de l'Édition Phonographique | 21       |

## Lista de canciones
| N.º | Título                                      | Escritor(es)             | Duración |  |
| 1.  | «America Is Not the World»                  | Morrissey/Alain Whyte    | 4:03     |  |
| 2.  | «Irish Blood, English Heart»                | Morrissey/Whyte          | 2:37     |  |
| 3.  | «I Have Forgiven Jesus»                     | Morrissey/Whyte          | 3:41     |  |
| 4.  | «Come Back to Camden»                       | Morrissey/Boz Boorer     | 4:14     |  |
| 5.  | «I'm Not Sorry»                             | Morrissey/Boorer         | 4:41     |  |
| 6.  | «The World Is Full of Crashing Bores»       | Morrissey/Boorer         | 3:51     |  |
| 7.  | «How Can Anybody Possibly Know How I Feel?» | Morrissey/Whyte          | 3:25     |  |
| 8.  | «First of the Gang to Die»                  | Morrissey/Whyte          | 3:38     |  |
| 9.  | «Let Me Kiss You»                           | Morrissey/Whyte          | 3:30     |  |
| 10. | «All the Lazy Dykes»                        | Morrissey/Whyte          | 3:31     |  |
| 11. | «I Like You»                                | Morrissey/Boorer         | 4:11     |  |
| 12. | «You Know I Couldn't Last»                  | Morrissey/Whyte/Gary Day | 5:51     |  |

A finales de 2004 se produjo un relanzamiento del álbum con una edición adicional compuesta por nueve bonus tracks y contenido multimedia::
| Deluxe edition |                                                    |          |  |
| N.º            | Título                                             | Duración |  |
| 1.             | «Don't Make Fun of Daddy's Voice»                  | 2:53     |  |
| 2.             | «It's Hard to Walk Tall When You're Small»         | 3:32     |  |
| 3.             | «Teenage Dad on His Estate»                        | 4:08     |  |
| 4.             | «Munich Air Disaster 1958»                         | 2:30     |  |
| 5.             | «Friday Mourning»                                  | 4:08     |  |
| 6.             | «The Never-Played Symphonies»                      | 3:03     |  |
| 7.             | «My Life Is a Succession of People Saying Goodbye» | 2:55     |  |
| 8.             | «I Am Two People»                                  | 3:55     |  |
| 9.             | «México»                                           | 4:06     |  |

| DVD |        |          |  |
| N.º | Título | Duración |  |

## Sencillos
| - "Irish Blood, English Heart" (10 de mayo de 2004) UK #3 1. "It's Hard to Walk Tall When You're Small" (Morrissey/Whyte) 2. "Munich Air Disaster 1958" (Morrissey/Whyte) 3. "The Never-Played Symphonies" (Morrissey/Whyte) - "First of the Gang to Die" (12 de julio de 2004) UK #6 1. "My Life Is a Succession of People Saying Goodbye" (Morrissey/Whyte) 2. "Teenage Dad on His Estate" (Morrissey/Whyte) 3. "Mexico" (Morrissey/Boorer) | - "Let Me Kiss You" (11 de octubre de 2004) UK #8 1. "Friday Mourning" (Morrissey/Whyte) 2. "I Am Two People" (Morrissey/Whyte) 3. "Don't Make Fun of Daddy's Voice" (Morrissey/Whyte) - "I Have Forgiven Jesus" (13 de diciembre de 2004) UK #10 1. "The Slum Mums" (Morrissey/Boorer) 2. "The Public Image" (Morrissey/Boorer) 3. " No One Can Hold a Candle to You" (Maker) |

## Créditos y personal
| - Morrissey - Artista principal, compositor, diseñador artístico - Boz Boorer - Guitarra, compositor - Dean Butterworth - Batería - Gary Day - Bajo - Roger Joseph Manning, Jr. - Teclados - Alain Whyte - Guitarra, compositor | - Jerry Finn - Mezcla, producción - Greg Gorman - Fotografía - Scott King - Diseño de portada - Joe McGrath y Seth Waldman - Ingeniería de sonido - Mark Waldrep - Authoring |